# Хмелевка (приток Тегеня)
Хмелевка — река в России, протекает по Свердловской области. Длина реки составляет 24 км.
Начинается в болоте Перимы, течёт на юго-запад через Церковное болото. Устье реки находится в 43 км по левому берегу реки Тегень. Долина реки заболочена, в нижнем течении русло не прослеживается.

## Данные водного реестра
По данным государственного водного реестра России относится к Иртышскому бассейновому округу, водохозяйственный участок реки — Тура от впадения реки Тагил и до устья, без рек Тагил, Ница и Пышма, речной подбассейн реки — Тобол. Речной бассейн реки — Иртыш.
Код объекта в государственном водном реестре — 14010502312111200007500.